# یلنا رودکوفسکایا
یلنا رودکوفسکایا (روسی: Елена Григорьевна Рудковская) (زاده ۲۱ آوریل ۱۹۷۳ - گومل) شناگر اهل کشورهای شوروی و بلاروس بوده است.
از افتخارات وی می‌توان به کسب مدال طلا شنای ۱۰۰ متر قورباغه و برنز ۴×۱۰۰ متر مختلط امدادی در بازی‌های المپیک تابستانی ۱۹۹۲ اشاره کرد.